# Єскіно (Глазовський район)
Є́скіно (рос. Ескино) — присілок в Глазовському районі Удмуртії, Росія.

## Населення
Населення — 25 осіб (2010; 37 в 2002).
Національний склад станом на 2002 рік:
- удмурти — 76 %

## Урбаноніми[3]
- вулиці — Єскінська